# Marea Neagră

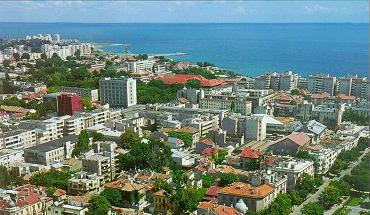
Panorama asupra Mării Negre la Constanța.

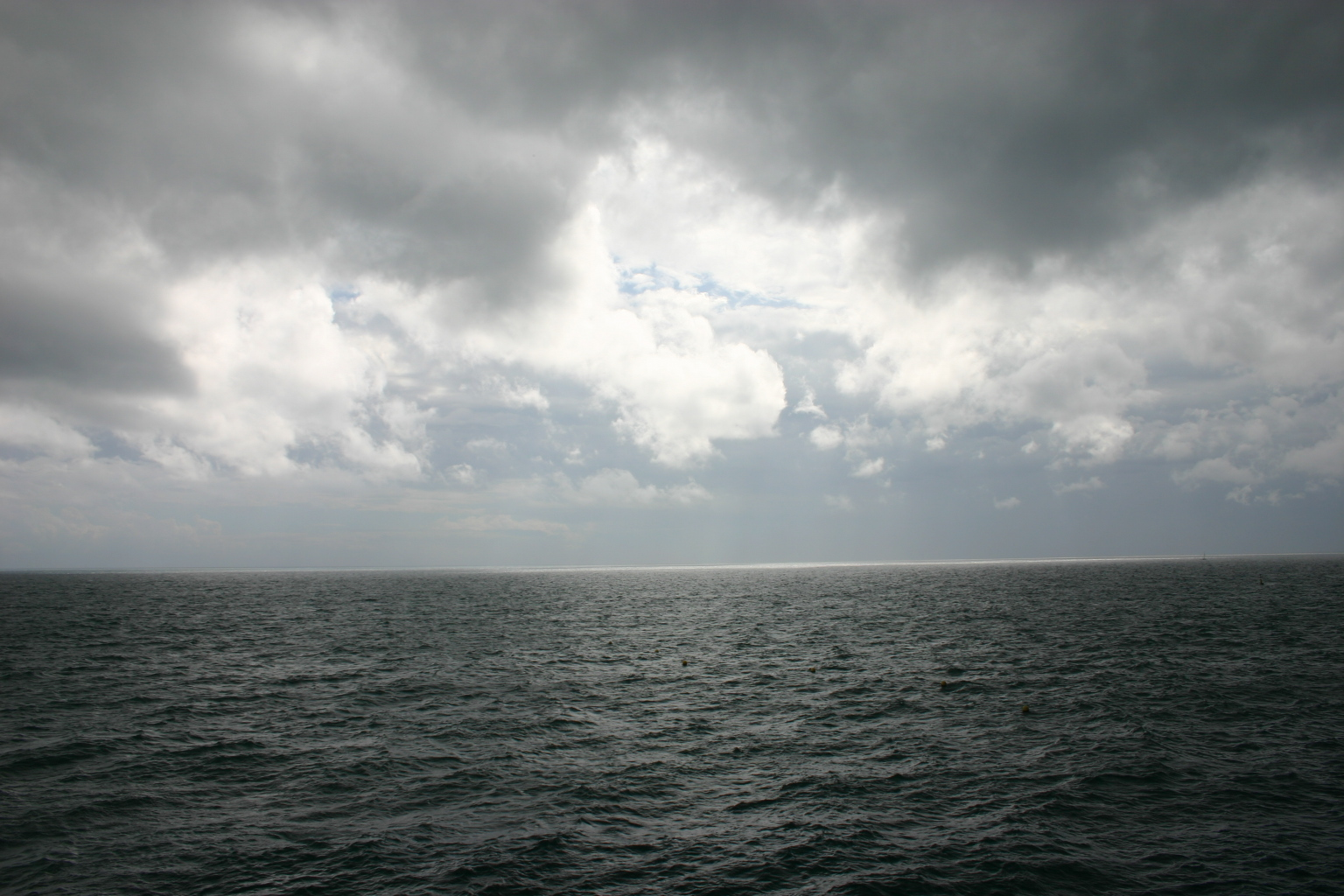
În largul Mării Negre, septembrie 2006, 43,9°N, 30,8°E.

Marea Neagră este întinderea de ape din bazinul geomorfologic denumit pontic, unul din bazinele complexului tectonic tethysian, el însuși parte a orogenezei alpino-himalayene, din care fac parte și munții care o mărginesc la nord (în Crimeea), la nord-est (Caucazul) și la sud (lanțurile pontice). Este situată între Europa și Asia, având ca state riverane Rusia, Ucraina, România, Bulgaria, Turcia și Georgia. Prin strâmtoarea Kerci este legată de Marea Azov, prin Bosfor de Marea Marmara, iar prin strâmtoarea Dardanele de Marea Egee și deci de Marea Mediterană. Marea Neagră este, din punct de vedere hidrologic, un rest al Mării Sarmatice și prezintă o serie de aspecte unice în lume : ape salmastre (în medie 16-18 grame de sare pe litru față de 34-37 în alte mări și oceane), stratificare între apele de suprafață oxigenate și cele adânci anoxice (fenomen denumit euxinism), limane la gurile fluviale, floră și faună cu multe specii-relicve. În zona litoralului românesc salinitatea scade și mai mult, în mod obișnuit fiind între 7 și 12 la mie.
Marea Neagră se întinde pe o suprafață de 423.488 km². Cel mai adânc punct se află la circa 2212 m sub nivelul mării în apropiere de Ialta. Mareele sunt în general de mică amplitudine (circa 12 cm).

## Hidrologie
Dispunerea circulară a surselor de apă și existența unei singure legături externe - prin Strâmtoarea Bosfor, Marea Marmara, Strâmtoarea Dardanele - cu Oceanul planetar, alături de încălzirea relativ moderată a apei de către Soare, determină lipsa aproape totală a curenților marini verticali și existența doar a curenților orizontali pe un imens traseu circular împotriva sensului acelor de ceasornic. Temperatura apei variază la suprafață: vara până la 29 de grade Celsius care ajung iarna până la 0 grade Celsius. Lumina pătrunde în largul mării la o adâncime de 150–200 m. Oxigenul este inexistent la adâncime [CO2,H2S]. Curenții au intensitate redusă pe verticală și mai mare pe orizontală; iarna sau în timpul unor variații ale stării vremii, pot apărea valuri care ating 5–10 m.

### Fluvii și râuri

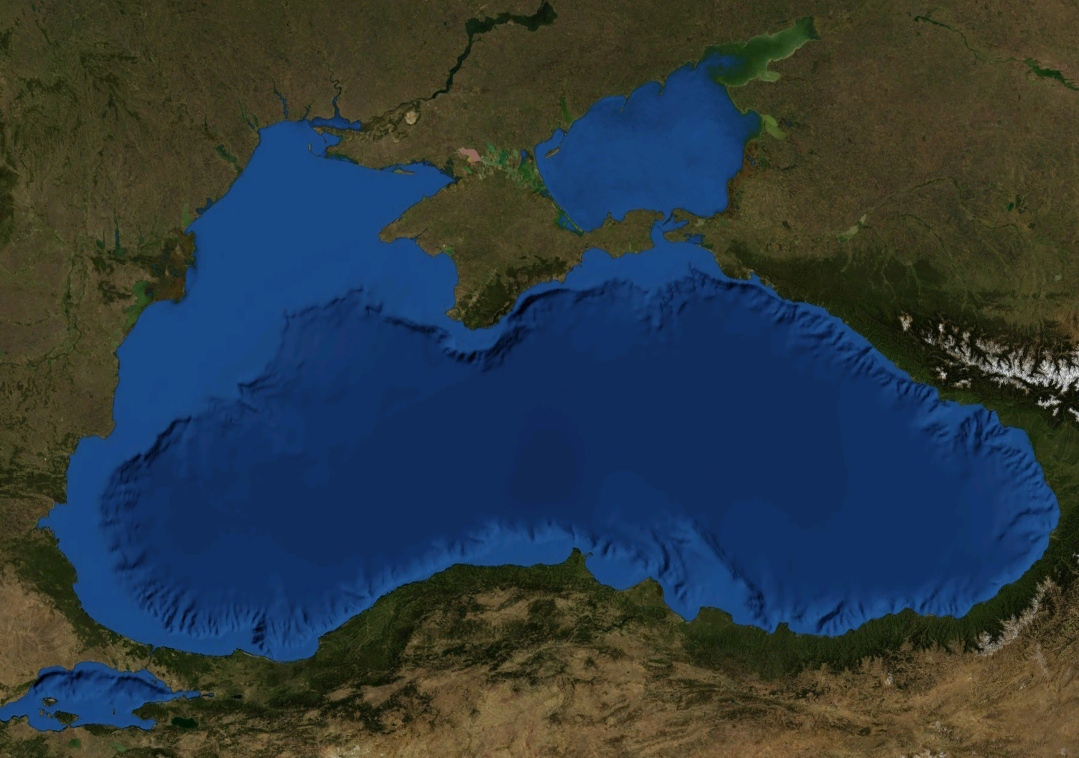
Imagine din satelit a Mării Negre

Sunt mai multe fluvii și râuri care se varsă în Marea Neagră. În zona europeană principalele sunt Casimcea, Dunărea, Nistrul, Niprul, Bugul și Kubanul. În Asia Mică principalele ape  care se varsă în Marea Neagră sunt Scaria, Enige, Câzâl-Irmac și Ieșil-Irmac. Alte ape care se varsă în Marea Neagră sunt Cioruhul în Armenia, Rionul în Georgia, Provadia și Camcia în Bulgaria etc. Un aport mare de ape este primit de Marea Neagră de la Don, prin intermediul Mării Azov. Pe de altă parte, în august 2010, grup de cercetători britanici de la universitatea din Leeds au studiat sub partea de nord-vest a Mării Negre o importantă scurgere de apă freatică dulce, al cărei debit este de 350 de ori mai mare decât cel al Tamisei. Scurgerea de apă freatică se găsește aproximativ sub valea Carasu, provine parțial și din Dunăre, și ajunge în mare, prin nisipul de la fund, în largul Constanței, oraș ale cărui puțuri de captare prelevează o parte din ea. Dacă s-ar afla la suprafață, această scurgere ar forma un fluviu care ar fi al șaselea din lume, din punctul de vedere al debitului. Scurgerea are loc la o adâncime de 35 de metri și pe o lărgime de peste 800 de metri, iar viteza apei ajunge la 6,5 kilometri pe ora.

### Salinitate
Apa oxigenată din straturile superioare ale mării are o salinitate relativ mică: circa 17 la mie, datorată revărsării fluviilor, cu circa 600 km³ de apă dulce pe an. În straturile mai adânci, mai jos de 150 de metri, conținutul de sare este mult mai ridicat, deoarece aceste ape provin, prin Strâmtoarea Bosfor, din Marea Mediterană. Anual se scurg prin Bosfor circa 450 km³ de apă salmastră la suprafață dinspre Marea Neagră spre Mediterana, cu o concentrație a sării de 17-19 ‰, iar de-a lungul fundului circa 50 km³ de apă cu o concentrație a sării de 38-39 ‰ dinspre Mediterana spre Marea Neagră, provocând în strâmtoare curenți primejdioși pentru navigație. Circa 200 km³ de apă se evaporă anual.
Marea Neagră reprezintă cel mai mare bazin de apă salmastră al lumii, cu biotopuri variate și cu o faună ce a fost supusă unor transformări continue datorate puternicelor influențe contrarii exercitate de apele dulci și de Marea Mediterană. Apele Mării Negre au toate caracteristicile apelor salmastre, au o mare variabilitate a salinității totale în corelație cu suprafața, adâncimea și sezonul, o puternică variabilitate ionică, nu numai față de Mediterana, dar și de diferitele sale părți. Ecosistemul depinde de aceste condiții hidrologice.

## Ecosistem
Face parte din categoria ecosistemelor stătătoare de apă sărată. Din punct de vedere al salinității, Marea Neagră se împarte în:
- zona de suprafață;
- zona de adâncime.

Sub aspect biocenotic găsim trei zone:
- zona litorală;
- zona pelagică;
- zona abisală.

Biocenoza cuprinde alge inferioare, alge verzi, brune și roșii. Animalele sunt reprezentate prin viermi, moluște, pești iar în atmosfera apropiată păsări și pescăruși.

### Faună
De la o anumită adâncime, apa mării nu mai conține oxigen decât în cantități neglijabile.
Există totuși microorganisme care folosesc sulfat pentru oxidarea hranei și produc hidrogen sulfurat și dioxid de carbon.
Ele formează un biosistem anaerob care se apropie tot mai mult de suprafață.
Biologii se tem că Marea Neagră ar putea deveni o mare moartă, sulfuroasă.
Numărul delfinilor a scăzut de la 1,5 milioane de exemplare, în anii 1950, până la câteva zeci de mii de exemplare, în 2006.

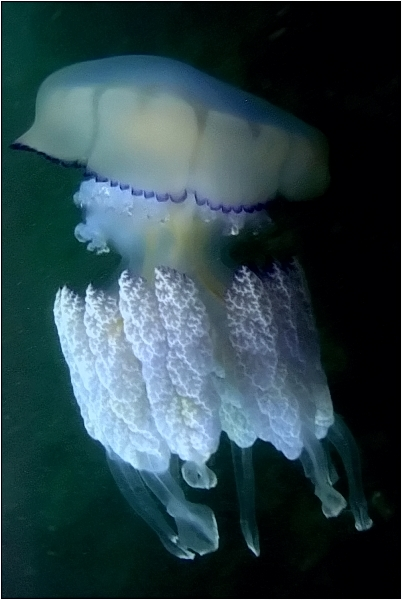
Meduză
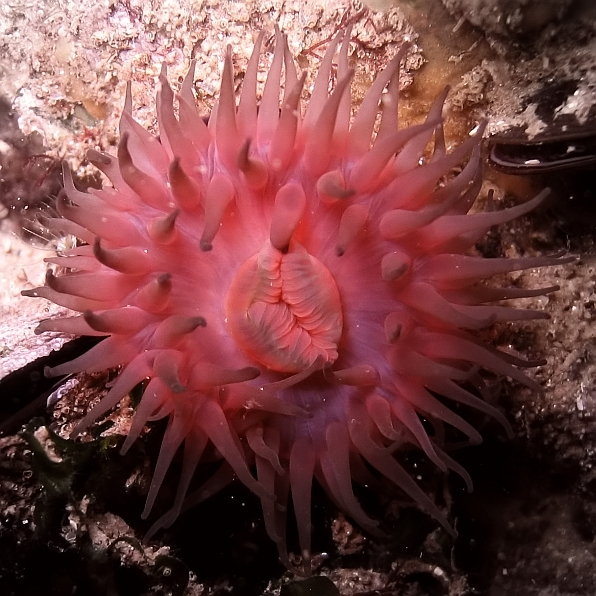
Actinie
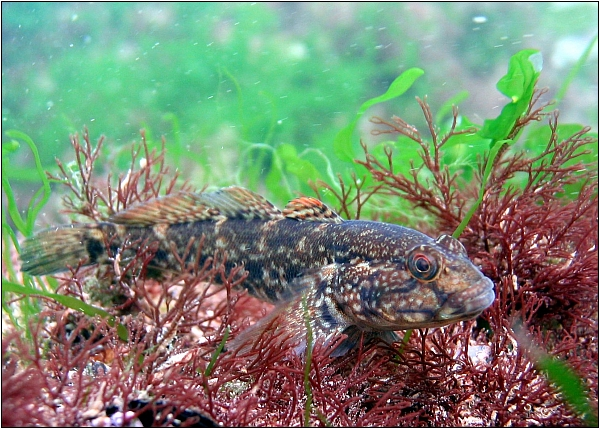
Guvid
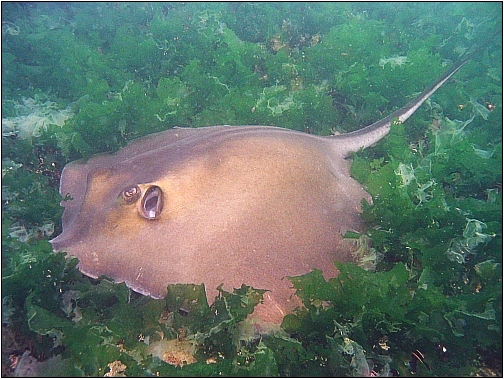
Pisică de mare
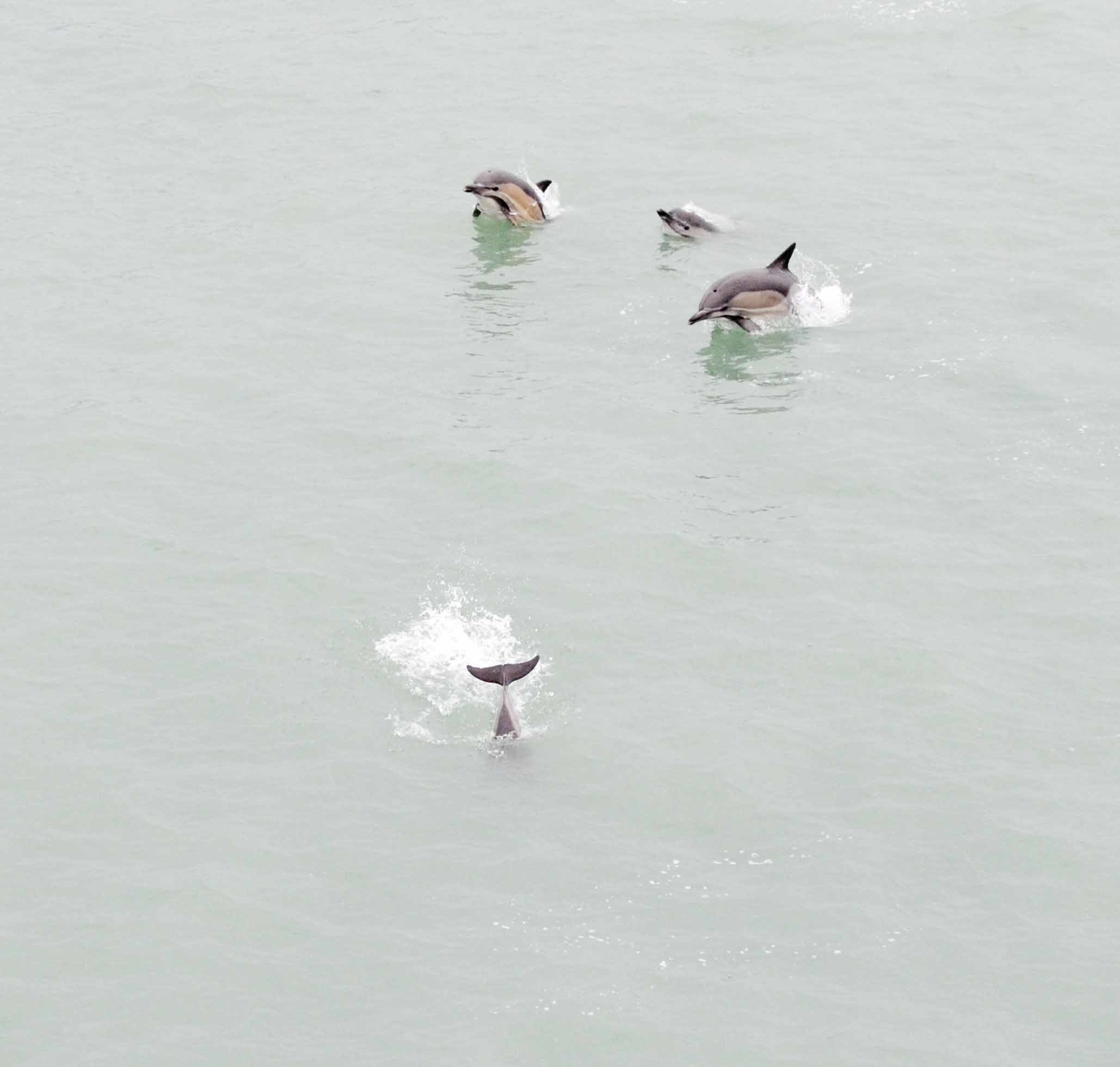
Delfini în portul Batumi

## Biotopul pontic
Biotopul pontic poate fi împărțit în 4 etaje principale.

### Etajul supralitoral
Etajul supralitoral este format din zonele de țărm acoperite ori stropite de valuri în mod ocazional. Zona prezintă o umiditate accentuată, inundabilitate, o cantitate în general mare ori măcar semnificativă de materii organice aduse de valuri sau de origine locală. De obicei materiile organice se află în descompunere, formând depozite cu miros de metan și sulfură de hidrogen. Flora este formată mai ales din anumite forme de alge - rar licheni cu rezistență la variații de mediu și hidrofile. Cu o frecvență mai redusă se întâlnesc și angiosperme, mai ales în partea dinspre uscat a etajului supralitoral. Pe lângă bacterii aerobe și - mai puțin - anaerobe, fauna include numeroase crustacee, insecte și viermi. Mare parte din aceste vietăți se hrănesc din depozitele de materie organică. O parte mai mică este formată din mici prădători. La acestea trebuie adăugate vietățile pasagere, în special păsările de mare.

### Etajul mediolitoral
Etajul mediolitoral cuprinde zona de spargere a valurilor (între circa. 0 și -0,5 m altitudine). Etajul mediolitoral al lui Băcescu (1971) corespunde cu etajul mezolitoral al lui Peres și Picard (1958,1960) sau cu etajul talantofotic al lui Ercegovic (1957). După substratul solului se împarte în zone pietroase, respectiv nisipoase ori mâloase. Mediolitoralul ocupă în cadrul zonelor cu substrat dur o fâșie lată de 2–10 m în funcție de înclinația platformei stâncoase. Zonele mediolitorale pietroase (stâncoase) adăpostesc organisme capabile a rezista perioadelor scurte de deshidratare și care se pot fixa bine de substrat (de exempu midiile se fixează prin firele cu bissus). Aici intră unele specii de alge și scoici. Li se adaugă viețuitoare care vin periodic din etajul supralitoral sau infralitoral. În anumite condiții și în acest mediu apar depozite de materie organică, făcând legătura cu biotopul prezentat mai sus. Cele mai cunoscute viețuitoare ale etajului mediolitoral pietros sunt bancurile de midii și stridii. Etajul mediolitoral nisipos cuprinde în special animale capabile de îngropare rapidă în substrat. Biocenoza caracteristică zonei de spargere a valurilor pentru mediolitoralul nisipos de granulație medie și grosieră este cea a bivalvei Donacilla cornea și polichetului Ophelia bicornis, cărora li se mai asociază misidul Gastrosaccus sanctus și polichetele Nerine cirratulus, Pisione remota și Saccocirrus papillocercus (Băcescu. et al 1967). Mediolitoralul nisipurilor fine este caracterizat de predominarea populațiilor amfipodului Euxinia maeotica și turbelariatul Otoplana subterranea (Băcescu. et al 1971).

### Etajul sublitoral
Etajul sublitoral (infralitoral) este aflat la adâncimi de 0,5 până la 12 (maximum 17,7) metri. Este zona cea mai favorabilă vieții, în care se află majoritatea speciilor de plante și cea mai mare parte a biomasei organismelor multicelulare. Etajul sublitoral cuprinde porțiunea de fund marin permanent imersată, situată între limita inundării permanente și adâncimea care permite existența organismelor fotosintetizante.

### Etajul elitoral
Etajul elitoral se situează de la limita inferioară a algelor unicelulare sau pluricelulare (60 m) până la marginea platformei continentale.
În Marea Neagră, din cauza euxinismului, nu există etajele batial, abisal și hadal, apele adânci fiind anoxice.

### Ipoteza potopului pontic

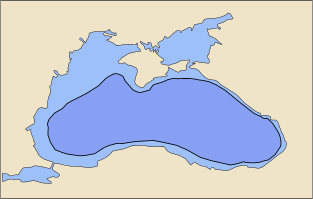
Marea Neagră actuală (albastru deschis) și lacul Pontic (albastru închis) în ipoteza Ryan-Pitman.

În 1997, hidrologul William Ryan și geologul Walter Pitman, americani, descoperă lucrările hidrologilor și sedimentologilor români, bulgari și ruși, publicate în analele institutelor de cercetări marine de la Constanța, Varna și Sevastopol, și relatând cercetările întreprinse prin anii 1970, îndeosebi analiza cu metoda carbon-14 a cochiliilor subfosile de moluște de apă dulce, prezente în straturile de sub sedimentele marine actuale de pe platforma continentală. Analizele concordă: cochillile respective au circa 7000 de ani. Cercetătorii români, bulgari și ruși conclud că acum 7000 de ani, Marea Neagră a cunoscut, cel puțin în straturile de ape superficiale, un episod ligohalin (adică de mare scădere a salinității), datorat, poate, scurgerii spre bazinul pontic a unei mase de apă de topire post-glaciară prin fluviile rusești. Dar Ryan și Pitman emit altă ipoteză, bazându-se pe legenda Potopului din Biblie, ea însăși moștenită din mitologia Sumeriană, anume din legenda lui Ghilgameș.
Ei presupun că bazinul pontic adăpostea de zeci de mii de ani un lac de apă dulce, pe care îl numesc Lacul Pontic, al cărui nivel era cu 180 m mai jos decât nivelul actual al mării, astfel că platforma continentală era la aer liber și adăpostea primii agricultori europeni (arheologia ne spune că Sud-Estul Europei a fost prima zonă în care s-a răspândit agricultura). Când nivelul apelor oceanice și ale Mediteranei au depășit altitudinea cea mai joasă a istmului Bosforului, apa marină a format o scurgere (actuala strâmtoare) care a umplut în mod catastrofal bazinul pontic, în câteva luni, printr-o cascadă gigantică, obligând agricultorii să-și părăsească brusc așezările.
Ryan și Pitman afirmă că aceste populații s-au răspândit, căutând alte câmpii de cultivat, în Anatolia și în Mesopotamia, vehiculând astfel legenda Potopului. Ei popularizează în S.U.A. această teorie, prin articole, cărți și filme documentare care au întâlnit un succes cu atât mai mare, cu cât cultura populară americană este în mod tradițional consumatoare de teorii care îmbină, într-un fel sau într-altul, Biblia cu știința.
Majoritatea cercetătorilor specialiști ai Mării Negre, însă, nu au admis ipoteza Ryan-Pitman, fiindcă aceasta lasă prea multe date ne-explicate și contrazice cunoștințele hidrologice relative la Euxinism. În prezent există trei reconstituiri diferite ale istoriei Mării Negre:
- ipoteza catastrofistă Ryan-Pitman, care a fost abandonată de aproape toți oamenii de știință (rămânând însă foarte populară în public),
- ipoteza gradualistă, care presupune o schimbare lentă și imperceptibilă contemporanilor, a caracteristicilor hidrologice ale Mării Negre (mai are încă partizani),
- ipoteza conform căreia nivelul și salinitatea au oscilat de mai multe ori în decursul perioadelor glaciare, inter-glaciare și în ultima perioadă post-glaciară, care are acum sprijinul majorității specialiștilor, fiindcă explică cel mai satisfăcător fenomenele observate.[10]

## Etimologie și istorie

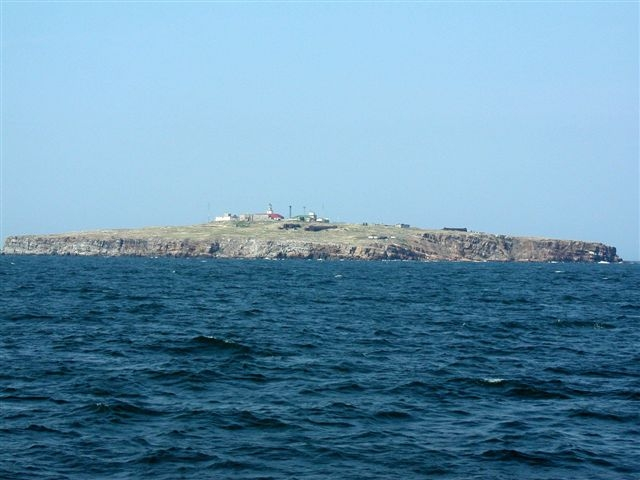
Insula Șerpilor (Ucraina, la 44 km la est de Sulina): singura insulă pelagică stâncoasă din Marea Neagră.

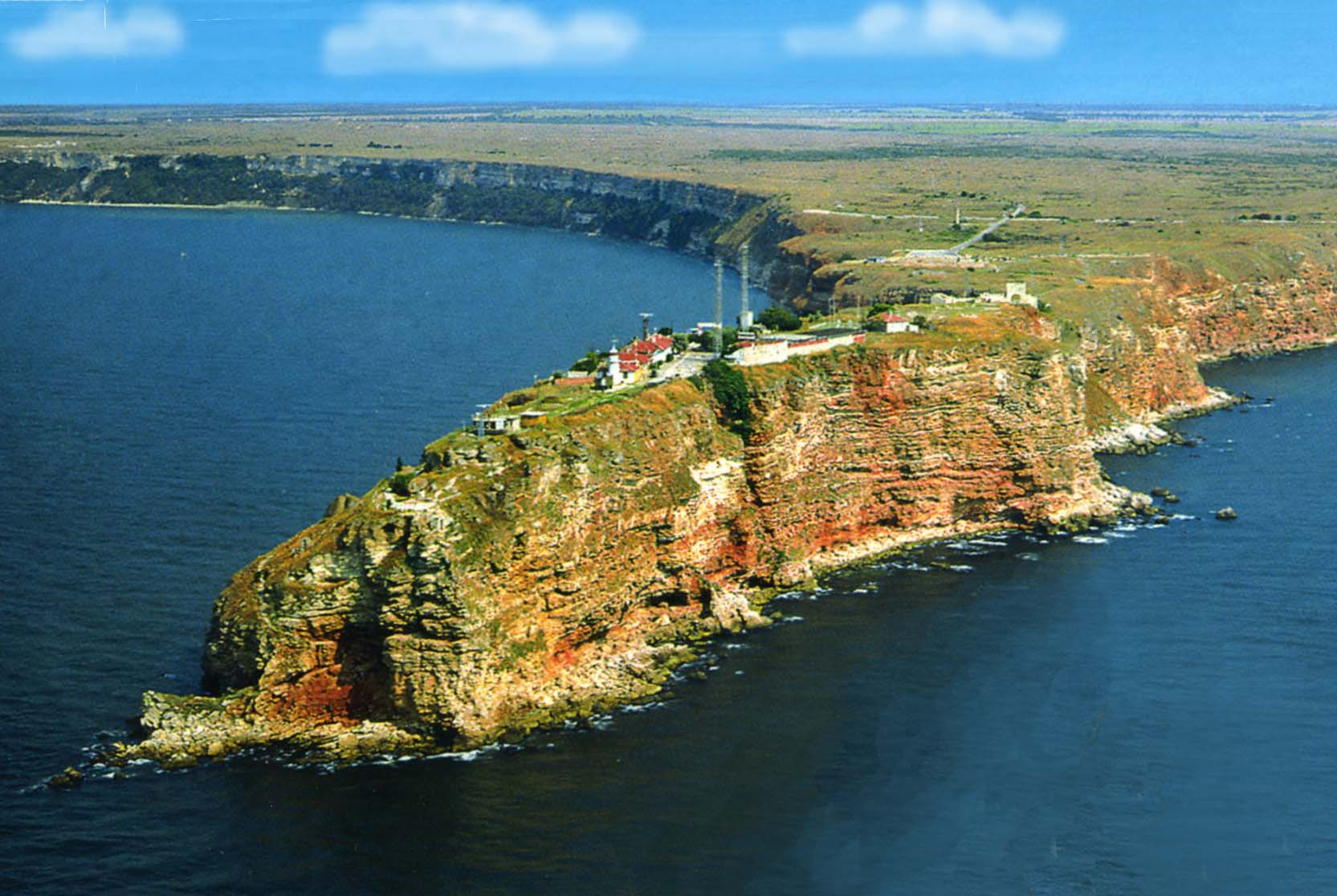
Capul Caliacra (Bulgaria, la 80 km la sud de Constanța): ultimul sălaș al focilor dispărute Monachus monachus albiventer.

Cei mai dintâi menționați locuitori ai țărmurilor mării Negre, anume Cimerienii și Sciții (popoare indo-europene), o denumeau „Axaina”, adică „albastru închis”. În vremea colonizării grecești marea se numea „Pontos Euxeinos”, adică „marea primitoare”, poate prin preluarea fonetică a denumirii „Axaina”. Romanii au transcris denumirea sub forma „Pontus Euxinus”, folosind însă și „Mare Scythicum”, iar ulterior, în vremea împărăției Bizantine, în Evul Mediu, apar denumirile de „Μεγάλη Θάλασσα” („Megali thalassa” preluată în românește ca „Marea cea mare” din documentele lui Mircea cel Bătrân și în italiana genovezilor ca „Mare maggiore”) și de „Kαικίας Θάλασσα” („Chechias thalassa”, anume „marea crivățului”, preluată în bulgărește ca „море Сесил”: „marea oarbă” sau „închisă”), denumiri prezente în hărțile venețiene precum și în cronicile lui Wavrin și lui Villehardouin.
Calificativul „Neagră” apare în secolul al XV-lea, odată cu extinderea Imperiului Otoman, și există trei ipoteze explicative, toate trei disputate :
- Cea mai populară, dar neconfirmată de nicio sursă, afirmă că ar fi culoarea mării la vreme rea (de fapt, sub nori, toate mările sunt întunecate) ;
- O altă ipoteză des citată în sursele anglo-saxone este că Neagră ar fi o traducere a cuvântului scitic axaïna ;
- O altă ipoteză este că denumirea i-ar fi fost dată de Turcii Selgiucizi (Selçuk Türklar) instalați în Anatolia din secolul XI, apoi generalizată de Otomani (Osmanlı Türklar), conform căreia nordul era simbolizat de culoarea neagră. Pentru turci, Marea de la Nord era Marea Neagră. Termenul a fost tradus în rusește, românește, bulgărește pe măsură ce aceste popoare au avut acces din nou la țărmurile mării. Această ipoteză este dezbătută inclusiv în rândurile turcologilor, dat fiind ca desemnarea tradițională a punctelor cardinale prin culori, la Turci, nu totdeauna folosește Kara (adică „întunecat”) pentru Miazănoapte și Ak (adică „luminos”) pentru Miazăzi, cum este cazul aici (Karadeniz fiind Marea Neagră, la nord de Turcia, iar Akdeniz fiind Marea Mediterană la sud de Turcia) : de obicei, se folosesc alte culori.[11] Culorile au fost folosite și la identificarea vlahilor: caravlahii sunt vlahii de nord (Bosnia și Herțegovina), diferiți de vlahii din Grecia[12]

Ca urmare a poziției sale, țărmurile mării Negre au fost parcurse, colonizate și sunt astăzi populate de numeroase popoare sosite din timpuri mai vechi sau mai noi. Cele mai vechi popoare pontice sunt Grecii pontici, Armenii, Românii, Lazii, Gruzinii și Abhazii. Alte popoare pontice sunt Bulgarii, Turcii și alte popoare turcice (de exemplu Găgăuzii și Tătarii) sau Mongolii (veniți în regiune în sec. XIII), Ucrainienii, Rușii (printre care Lipovenii) și alții. Toate aceste popoare prezintă astăzi o serie de tradiții, legende și alte forme de folclor legate de Marea Neagră.
Marea Neagră face legătura între Europa și Asia. Granița stabilită de geografi între cele două continente, pe Caucaz și strâmtoarea Bosfor taie această mare în două părți inegale, cea mai mare parte fiind europeană. Marea Neagră este săracă în insule, având un țărm puțin dantelat. Cele mai importante insule sunt Insula Șerpilor și cele formate de Dunăre, dincolo de vărsare, ca Insula Sacalinul Mare. Cea mai importantă peninsulă este Peninsula Crimeea, „împărțită” cu Marea Azov. Golfurile Mării Negre sunt fie largi, puțin prielnice adăpostirii vaselor pe furtună (ca Golful Burgas, Golful Varna, Golful Sinop, Golful Samsun și altele), fie separate de larg de curenții transversali prin cordoane litorale („grinduri”) și transformate astfel în limane (de exemplu Limanele Dobrogene sau Limanul Nistrului).
Etajul mediolitoral al Mării Negre, cuprinzând zona de spargere a valurilor (0-0,5 m adâncime), adăpostește în porțiunile pietroase organisme - animale și vegetale - care se fixează puternic și pot suporta unele perioade de uscare.
Câteva orașe importante se află la Marea Neagră, cum ar fi Burgas, Varna, Constanța, Odessa, Ialta, Sevastopol, Soci, Suhumi, Batumi și Trabzon. Un oraș care nu se află propriu-zis la Marea Neagră, dar este mult legat istoric și economic de această mare este orașul Istanbul (mai demult Constantinopol și capitala Imperiului Bizantin).

## Orașe de coastă
Cele mai importante 20 de orașe de pe coasta Mării Negre sunt:
- Istanbul (Turcia) – 14.377.000 (metropolitană, 2014)
- Samsun (Turcia) – 1.261.800 (2013)
- Odesa (Ucraina) – 1.014.700 (2014)
- Soci (Rusia) – 399.600 (2015)
- Sevastopol (Ucraina) – 354.800 (2015)
- Varna (Bulgaria) – 336.000 (2015)
- Herson (Ucraina) – 324.400 (2014)
- Constanța (România) – 283.800 (2011)
- Novorossiisk (Rusia) – 256.600 (2014)
- Trabzon (Turcia) 243.700 (2012)
- Burgas (Bulgaria) – 206.400 (2015)
- Ordu (Turcia) – 195.800 (2015)
- Batumi (Georgia) – 154.100
- Kerci (Ucraina) 147.700 (2015)
- Zonguldak (Turcia) – 109.800 (2012)
- Ialta (Ucraina) – 78.200 (2014)
- Suhumi (Georgia) – 62.900 (2011)
- Poti (Georgia) – 48.000 (2012)
- Mangalia (România) – 36.300 (2011)
- Năvodari (România) – 33.000 (2011)

## Spațiul maritim al României

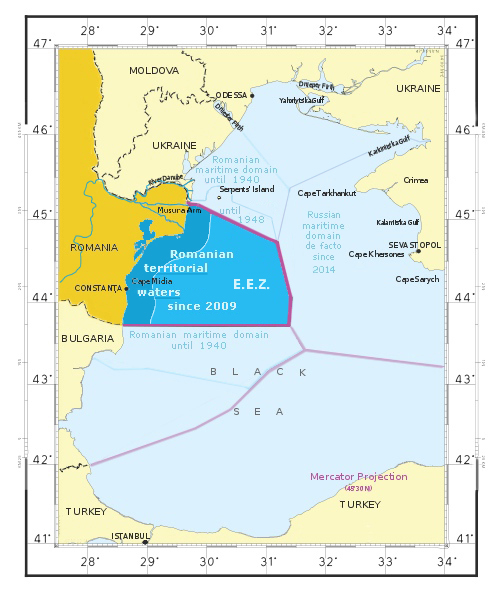
În albastru închis, apele teritoriale și zona economică excluzivă a României în Marea Neagră.

Spațiul maritim al României are aproximativ 20.000 de kilometri pătrați, constând din:
- ape maritime interioare – 753 de kilometri pătrați,
- mare teritorială – 4.487 de kilometri pătrați,
- zonă contiguă – 4.460 de kilometri pătrați, și
- zonă economică exclusivă – 10.300 de kilometri pătrați.